# A Daughter of the Underworld
A Daughter of the Underworld è un cortometraggio muto del 1913 diretto da George Melford e prodotto dalla Kalem

## Produzione
Il film fu prodotto dalla Kalem Company.

## Distribuzione
Distribuito dalla General Film Company, il film - un cortometraggio in due bobine -  uscì nelle sale cinematografiche USA il 22 ottobre 1913.